# Lagord
Lagord é uma comuna francesa na região administrativa da Nova Aquitânia, no departamento de Charente-Maritime. Estende-se por uma área de 8,04 km². Em 2010 a comuna tinha 7 285 habitantes (densidade: 906,1 hab./km²).